# Karch Kiraly
Charles Frederick Kiraly (* 3. listopadu 1960, Jackson (Michigan)), známý jako Karch z maďarského Karcsi (Karlík), je bývalý americký volejbalista, trojnásobný olympijský vítěz. Byl zvolen nejlepším americkým i světovým volejbalistou historie a je jediným, kdo získal olympijské zlato v šestkovém i plážovém volejbalu.
Jeho otec byl lékař a bývalý volejbalista, který emigroval do Ameriky po potlačení Maďarského povstání 1956. Vystudoval obor biochemie na UCLA. S univerzitním týmem získal tři mistrovské tituly a v letech 1981 a 1982 byl vyhlášen nejlepším hráčem studentské soutěže NCAA. Od roku 1981 byl členem reprezentace, s níž vyhrál volejbal na Letních olympijských hrách 1984, mistrovství světa ve volejbalu mužů 1986 a volejbal na Letních olympijských hrách 1988. Hrál profesionálně v Itálii za klub Porto Ravenna Volley. Od začátku devadesátých let nastupoval v americké profesionální sérii v plážovém volejbalu AVP, kde vyhrál celkově 148 turnajů. S partnerem Kentem Steffesem vyhrál premiérový turnaj plážových volejbalistů na olympiádě v Atlantě.
Od roku 2012 je trenérem ženské volejbalové reprezentace USA.